# Torrington (circonscription britannique)
Pour les articles homonymes, voir Torrington.
La circonscription de Torrington est une ancienne circonscription électorale du Royaume-Uni. Située dans le Devon, autour de la ville de Tiverton, elle est créée pour les élections de 1950 et disparaît à l'occasion de celles de 1974.
Durant son histoire, elle est considérée comme un bastion conservateur. La seule exception survient en 1958, lors de l'élection partielle déclenchée par l'accession du député George Lambert à la Chambre des lords : le candidat libéral, Mark Bonham Carter, remporte une victoire aussi inattendue que serrée, avec seulement 219 voix d'avance sur son adversaire conservateur Anthony Royle. Bien qu'éphémère (Bonham Carter perd son siège dès l'année suivante), cette victoire marque le début du renouveau libéral des années 1960 et 1970.

## Liste des députés
| Élection | Député             | Parti  | Parti                                       | Majorité |
| -------- | ------------------ | ------ | ------------------------------------------- | -------- |
| 1950     | George Lambert     |        | Parti national-libéral / Parti conservateur | 9 539    |
| 1951     | George Lambert     | 11 350 | Parti national-libéral / Parti conservateur |          |
| 1955     | George Lambert     | 9 312  | Parti national-libéral / Parti conservateur |          |
| 1958     | Mark Bonham Carter |        | Parti libéral                               | 219      |
| 1959     | Percy Browne       |        | Parti conservateur                          | 2 265    |
| 1964     | Peter Mills        | 2 068  | Parti conservateur                          |          |
| 1966     | Peter Mills        | 3 652  | Parti conservateur                          |          |
| 1970     | Peter Mills        | 9 873  | Parti conservateur                          |          |